# Diphascon iharosi
Diphascon iharosi är en djurart som tillhör fylumet trögkrypare, och som beskrevs av Béla Vargha 1995. Diphascon iharosi ingår i släktet Diphascon och familjen Hypsibiidae. Inga underarter finns listade i Catalogue of Life.